# Джваненг (аэропорт)
Джваненг (ИКАО: FBJW) — частный аэропорт, расположенный в Джваненг, Ботсвана. Принадлежит алмазодобывающей компании Debswana, которая также владеет богатейшим алмазодобывающим карьером в мире.

## Характеристики
Аэропорт находится на высоте 3900 футов (1189 м) над среднем уровнем моря.
У него есть одна взлётно-посадочная полоса номер 8/26 с асфальтным покрытием, длинной 1675 м.